# Ключевський Василь Йосипович
Васи́ль Йо́сипович (Осипович) Ключе́вський (рос. Василий Осипович Ключевский, 16 (28) січня 1841, с. Воскресєновка Пензенської губернії, Російська імперія — 12 (25) травня 1911, Москва, Російська імперія) — російський історик проімперського спрямування, кадет, академік (з 1900 року), почесний академік Петербурзької академії наук (з 1908 року). Член Московського археологічного товариства.

## Життєпис
Василь Йосипович Ключевський народився 16 (28) січня 1841 року в селі Воскресєновка Пензенської губернії (Російська імперія) у родині сільського священика Йосипа (Осипа) Васильовича Ключевського (1815 —1850). Походження — із мокшан.
Після смерті батька, Йосипа Васильовича Ключевського (1815—1850), сім'я перебралася до Пензи, де Василь навчався спочатку в парафіяльному, а потім у повітовому духовному училищі, після закінчення якого в 1856 році вступив до Пензенської духовної семінарії, проте навчання так і не закінчив. У 1861 році виїхав до Москви, де в серпні вступив на історико-філологічний факультет Московського університету. Закінчивши університет (1865), за поданням С. М. Соловйова залишився при кафедрі російської історії для підготовки до професорського звання.
Серед університетських професорів на Ключевського мали особливий вплив С. В. Єшевський (загальна історія), С. М. Соловйов (російська історія), Ф. І. Буслаєв (історія давньоруської словесності). Кандидатська дисертація: «Сказання іноземців про Московську державу»; маґістерська дисертація: «Давньоруські житія святих як історичне джерело» (1871), докторська дисертація: «Боярська дума Давньої Русі» (1882).
Після смерті С. М. Соловйова (1879) став читати курс російської історії в Московському університеті. З 1882 року — професор Московського університету. Паралельно з основною роботою читав лекції в Московській духовній академії і Московських жіночих курсах, організованих його другом В. І. Герьє. У період 1887—1889 був деканом історико-філологічного факультету і проректором університету.
У 1889 році обраний членом-кореспондентом Імператорської Академії наук з історико-політичних наук.
У 1893—1895 роках за дорученням імператора Олександра III читав курс загальної історії великому князю Георгію Олександровичу. Серед його учнів також був О. С. Хаханов.
У 1899 році вийшов «Короткий посібник з російської історії», а з 1904 року видавався повний курс. Всього вийшло 4 томи — до часу правління Катерини II.
У 1900 році обраний ординарним академіком Імператорської Академії наук з історії та старожитностей Руських.
У 1905 році Ключевський отримав офіційне доручення брати участь в роботі Комісії з перегляду законів про пресу і в нарадах по проекту установи Державної думи і її повноважень.
10 квітня 1906 був обраний членом Державної ради від Академії наук і університетів, але 11 квітня відмовився від звання, оскільки не знаходив участь в раді «досить незалежною для вільного… обговорення виникаючих питань державного життя».
В. О. Ключевський був почесним членом Вітебської вченої архівної комісії.
В. О. Ключевський помер 12 (25) травня 1911 року у Москві. Похований на Донському кладовищі Москви.
В. О. Ключевський є одним з провідних представників російської ліберальної історіографії XIX—XX ст., Прихильником державної теорії, який створив тим часом власну оригінальну схему російської історії і визнаним лідером Московської історичної школи. Серед учнів В. О. Ключевського — П. Н. Мілюков, М. К. Любавський, А. А. Кизеветтер, Я. Л. Барсков, М. М. Богословський, М. М. Покровський, Н. А. Рожков, Ю. В. Готьє, А. І. Яковлєв, С. В. Бахрушин.

## Науковий доробок і основи теорії
Основні праці В. Й. Ключевського:
- «Сказання іноземців про Московську державу» (1866)
- «Боярська дума Давньої Русі» (1882), докторська дисертація
- «Походження кріпосного права в Росії» (1885)
- «Подушна подать і скасування холопства в Росії» (1885)
- «Курс російської історії», чч. 1—5, К., (1904—1911)

В основі методології Ключевського лежали позитивістські погляди. У своїх творах історик намагався пристосувати ідеалістичну концепцію т. зв. державної школи до вульгарного економічного матеріалізму.
Ключевський трактував історію Російської імперії переважно в позитивному ключі, розглядаючи історію українського народу як складову частину історії Росії і державотворчих процесів в Російській імперії (наприклад, винятково однобоко подаючи унію України з Московським царем у сер. XVII ст.). Роботи Ключевського містять цікавий фактаж з історії і побуту росіян, який нерідко суперечить панівним у сучасній історіографії стереотипам. Зокрема, вчений широко пропагував тезу про активну участь фіно-угорських народів (зокрема, мещери, мокшан та ерзян) в етногенезі росіян.
Також в його роботах міститься цікаві погляди на відмінність світогляду у жителів Русі Південної (України) і Русі Північної (Московії), ще з часів Київської Русі.

## Ключевський про постання сучасної російської нації
|  | Розміщуючись дрібними селищами, ведучи більше двох століть роздрібнену роботу по місцях, але за подібних економічних і юридичних умов, переселенці з часом сформувалися всюди в подібні суспільні типи, освоїлися між собою, виробили на значних просторах певні взаємні зв'язки і відносини, юридичний побут і господарський обіг, звичаї, асимілювали навколишніх інородців, і з усіх цих етнографічних елементів, перш розсипаних і роз'єднаних, у середині XV ст. серед політичного роздроблення склалася нова національна формація. Так виникла і зміцнилась у складі руського населення ціла компактна народність - великоросійське плем'я. Воно складалося важко і терпеливо. |